# آستین (پنسیلوانیا)
آستین (به انگلیسی: Austin) یک منطقهٔ مسکونی در ایالات متحده آمریکا است که در شهرستان پاتر، پنسیلوانیا واقع شده‌است. آستین ۱۰٫۴۷ کیلومتر مربع مساحت دارد ۴۱۲٫۰۹ متر بالاتر از سطح دریا واقع شده‌است.